# Wijken en buurten in Voorschoten
De Nederlandse gemeente Voorschoten is voor statistische doeleinden onderverdeeld in wijken en buurten. De gemeente is verdeeld in de volgende statistische wijken:
- Wijk 00 (CBS-wijkcode:062600)

Een statistische wijk kan bestaan uit meerdere buurten. Onderstaande tabel geeft de buurtindeling met kentallen volgens het Centraal Bureau voor de Statistiek (2008):
| CBS-buurtcode | Buurtnaam     | Inwonertal | Opp. totaal (ha) | Opp. land (ha) | Ligging                |
| ------------- | ------------- | ---------- | ---------------- | -------------- | ---------------------- |
| BU06260001    | Noord-Hofland | 5750       | 121              | 117            | Locatie in de gemeente |
| BU06260002    | Adegeest      | 2430       | 119              | 118            | Locatie in de gemeente |
| BU06260004    | Boschgeest    | 1450       | 59               | 57             | Locatie in de gemeente |
| BU06260006    | Bijdorp       | 1760       | 36               | 34             | Locatie in de gemeente |
| BU06260007    | Vlietwijk     | 3500       | 51               | 50             | Locatie in de gemeente |
| BU06260008    | Starrenburg   | 3040       | 77               | 74             | Locatie in de gemeente |
| BU06260009    | Dobbewijk     | 260        | 23               | 22             | Locatie in de gemeente |
| BU06260010    | Krimwijk      | 630        | 58               | 53             | Locatie in de gemeente |
| BU06260011    | Centrum       | 520        | 13               | 13             | Locatie in de gemeente |
| BU06260012    | Nassauwijk    | 1600       | 50               | 50             | Locatie in de gemeente |
| BU06260013    | Bloemenwijk   | 1720       | 23               | 23             | Locatie in de gemeente |
| BU06260014    | Buitengebied  | 200        | 530              | 510            | Locatie in de gemeente |